# Jörg Sadrozinski

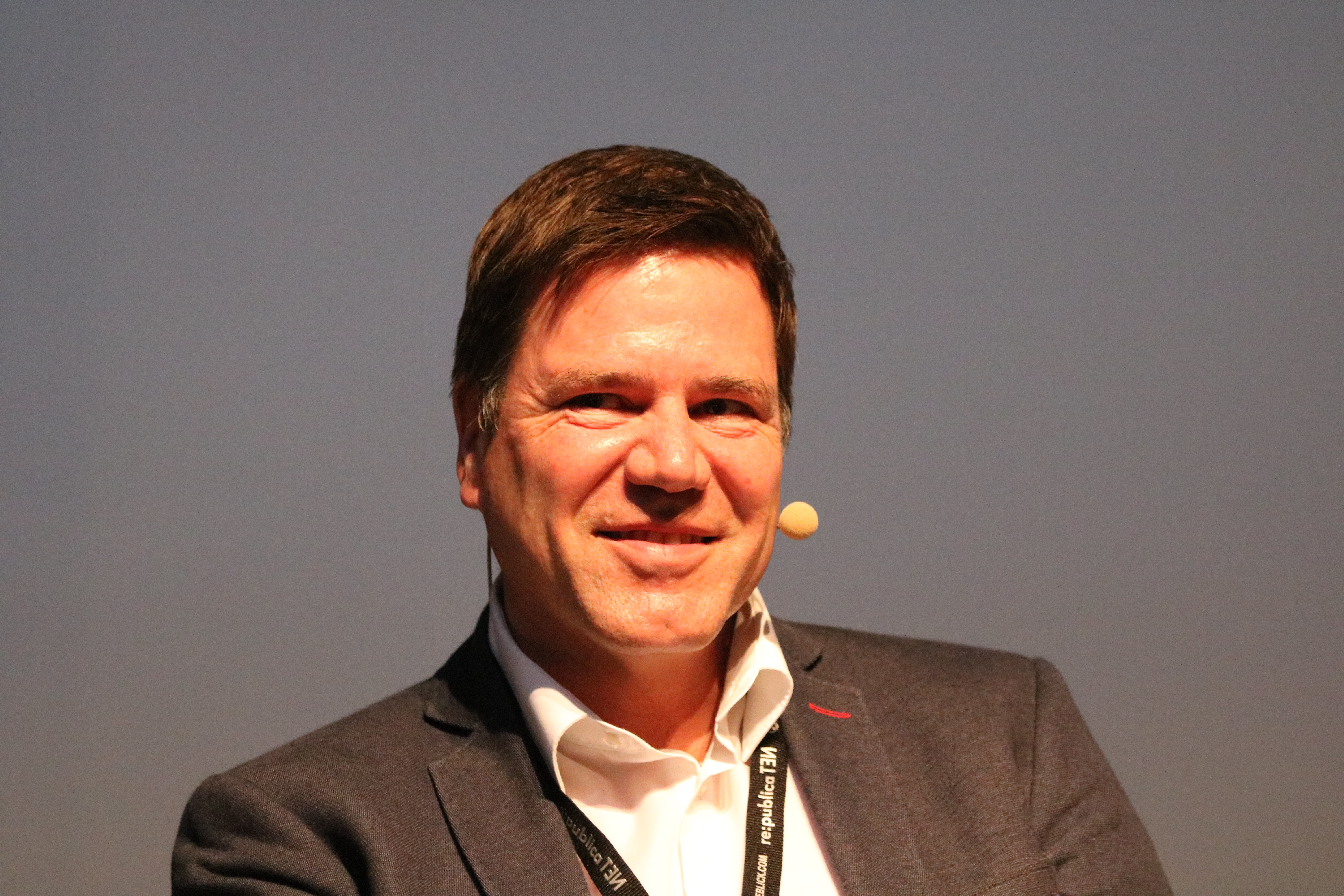
Jörg Sadrozinski re:publica 2016

Jörg Sadrozinski (* 3. Januar 1964) ist ein deutscher Journalist. Er war von 2011 bis 2017 Leiter der Deutschen Journalistenschule. Seit 2017 leitet er Medienkompetenzprojekte der Reporterfabrik von Correctiv. Daneben ist er für die inhaltliche Leitung der Medienakademie der Friedrich-Naumann-Stiftung verantwortlich. 

## Leben
Sadrozinski studierte Diplom-Journalistik an der Ludwig-Maximilians-Universität München und absolvierte eine Ausbildung zum Redakteur an der Deutschen Journalistenschule. Während und nach dem Studium arbeitete er für die Süddeutsche Zeitung, dpa und den Bayerischen Rundfunk.
1991 kam er zum NDR. Nach einem Praktikum bei den Tagesthemen wurde er Redakteur in der zentralen Nachrichtenredaktion ARD-aktuell, später Chef vom Dienst bei Tagesthemen und Nachtmagazin. 1998 wurde er Redaktionsleiter des Internetportals der Tagesschau, das er mit aufgebaut hatte, und 2010 Mitglied der Chefredaktion von ARD-aktuell.
2011 übernahm er die Leitung und Geschäftsführung der Deutschen Journalistenschule (DJS) in München. Zum Juni 2017 gab er die Leitung der DJS ab. Er leitet seitdem Medienkompetenzprojekte der Reporterfabrik von Correctiv und ist Vorsitzender des Vereins Journalismus macht Schule, das Medienkompetenz vermitteln soll.

## Auszeichnungen
- 2007: Grimme Online Award für die Gesamtverantwortung des Tagesschau-Blogs[9]

## Veröffentlichungen
- Die besten Reportagen, Porträts und Interviews aus der Deutschen Journalistenschule. epubli, Berlin, 2013, ISBN 978-3-8442-7451-6
- Zwischen Beruf und Berufung. Wie sich das Bild des Journalisten wandelt. In: Leif Kramp, Leonard Novy, Dennis Ballwieser, Karsten Wenzlaff: Journalismus in der digitalen Moderne: Einsichten – Ansichten – Aussichten. Springer VS, Wiesbaden 2013, ISBN 978-3-658-01143-7, S. 81–98

## Belege
1. 1 2  Leif Kramp: Der Alpha-Onliner, Berliner Zeitung, 17. März 2009; gekürzter Auszug aus: Leif Kramp: Der Wilderer, in: Stephan Weichert, Christian Zabel (Hrsg.): Die Alpha-Journalisten 2.0. Deutschlands neue Wortführer im Porträt, Halem, Köln 2009, ISBN 978-3-938258-92-7, S. 220–231
2. ↑  Judith Stephan: Jörg Sadrozinski leitet DJS, W&V, 20. Januar 2011
3. ↑  “Tagesschau” dreht Redaktionsreform zurück, Meedia, 21. März 2010
4. ↑  Jörg Sadrozinski, Kress Köpfe
5. ↑  Sadrozinski übernimmt, Süddeutsche Zeitung, 19. Januar 2011
6. ↑  Julia Löhr: Journalistenberuf in der Krise: „Nur 30 Prozent mit fester Stelle“, Interview mit Jörg Sadrozinski, Frankfurter Allgemeine Zeitung, 1. Mai 2013
7. ↑  Deutsche Journalistenschule: Henriette Löwisch löst ab Juli 2017 Schulleiter Jörg Sadrozinski ab, Meedia, 3. Januar 2017
8. ↑  Björn Czieslik: Ex-DJS-Leiter Jörg Sadrozinski verantwortet Schul-Projekte bei der Correctiv-Reporterfabrik, turi2.de, 6. September 2017
9. ↑  Grimme Online Award 2007: Die Preisträger

| Personendaten    | Personendaten                                                |
| ---------------- | ------------------------------------------------------------ |
| NAME             | Sadrozinski, Jörg                                            |
| KURZBESCHREIBUNG | deutscher Redakteur, Leiter der Deutschen Journalistenschule |
| GEBURTSDATUM     | 3. Januar 1964                                               |